# 羅莎琳·富蘭克林號
羅莎琳·富蘭克林號（Rosalind Franklin），原名火星地外生物探測車（ExoMars rover），是一輛計劃中的火星車，它是歐洲太空總署和俄羅斯航太合作的火星地外生物探索專案的組成部分。羅莎琳·富蘭克林號原定於2020年7月發射，但後來被推遲到2022年。  
一旦成功登陸火星，羅莎琳·富蘭克林號將和俄羅斯的哥薩克舞登陸器（又譯：小哥薩克登陸器）分離，並開始為期七個月的探測任務，其目標是尋找火星過去存在生命的依據。火星微量氣體任務衛星將作為羅莎琳·富蘭克林號和哥薩克舞登陸器的信號傳遞衛星。
羅莎琳·富蘭克林號以英國物理化學家羅莎琳·富蘭克林命名。

## 歷史

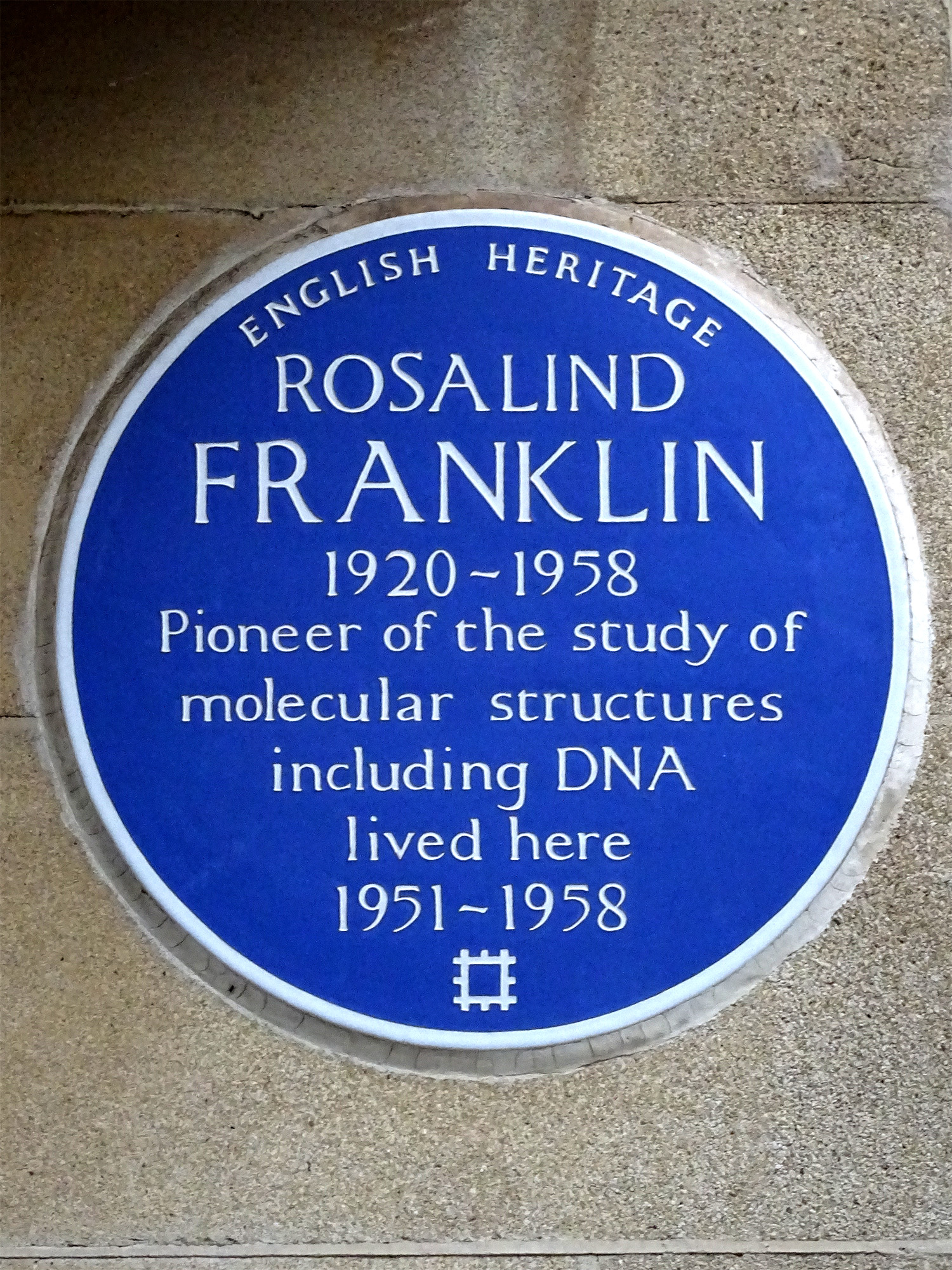
羅莎琳·富蘭克林號火星車以羅莎琳·富蘭克林命名。

### 設計
羅莎琳·富蘭克林號火星車是一輛六輪太陽能光伏探測車，質量大約是300公斤，約比2004年的火星探測漫遊者火星車勇氣號和機遇號重60%，但只有後來的好奇號及毅力號火星探測器質量的三分之一。
羅莎琳·富蘭克林號將搭載一台可鑽地2米的樣本採集鑽孔機以及分析實驗室抽屜（英語：Analytical Laboratory Drawer、ALD），支援「巴斯德酬載」科學儀器。它將尋找過去生命的生物分子或生物標記。

### 建造
羅莎琳·富蘭克林號的主要製造方空中巴士國防航天英國分部從2014年3月開始就積極地獲取關鍵的零部件。2014年12月探測車的經費獲得歐洲太空總署成員國的批准，但因為資金不足原定的發射時間被推遲到2020年。探測車的輪子和懸吊系統由加拿大MDA公司製造，費用則由加拿大太空總署支付。每個輪子的直徑為25 cm（9.8英寸）。
俄羅斯航太負責提供在夜間給電子元件保溫的放射性同位素加熱器。在2018年到2019年間，羅莎琳·富蘭克林號由空中巴士國防航天在英國組裝完成。

### 發射時間
2020年3月因為降落傘測試的問題歐洲太空總署將發射時間推遲到2022年8月到10月間，之後發射時間又被調整到從2022年9月20日開始的為期12天的發射窗口。2022年3月17日，受俄罗斯入侵乌克兰影响，欧洲航天局宣布终止与俄罗斯合作，其中包括将要携带罗莎琳·富兰克林号前往火星的ExoMars任务。

### 命名
2018年7月歐洲太空總署向公眾徵求探測車的名字。2019年2月7日ExoMars探測車被命名為羅莎琳·富蘭克林號以紀念對DNA、RNA、病毒、煤炭和石墨的分子結構研究做出卓越貢獻的英國女科學家羅莎琳·富蘭克林（1920年－1958年）。

## 導航
ExoMars計劃要求羅莎琳·富蘭克林號火星車在火星表面以每火星日70米的速度行駛，以達到預期的科學目標。火星車將在著陸後至少工作7個月並行駛4公里的距離。
由於羅莎琳·富蘭克林號透過火星微量氣體任務衛星和地面控制人員聯繫，而火星微量氣體任務衛星大約在每個火星日只經過火星車兩次，地面控制人員無法有效地為其作導航，所以羅莎琳·富蘭克林號被設計為可在火星地表自行導航。
探測車搭載的兩台立體相機（NavCam和LocCam）可以讓它繪製出3D地形圖，導航軟件則透過地形圖觀察探測車周邊的地形，從而令探測車能夠避開障礙物，尋找出一條通往地面控制人員指定目標的高效路徑。
為了協助探測車自動導航系統的研發和測試，位於英國斯蒂夫尼奇的空中巴士國防航天分部的一座「火星場」於2014年3月27日對外開放。火星場長寬分別為30米（98英尺）和13米（43英尺） ，一共容納了300公噸（330短噸；300長噸）的砂石，以便模擬火星上的地質環境。

## 科學儀器

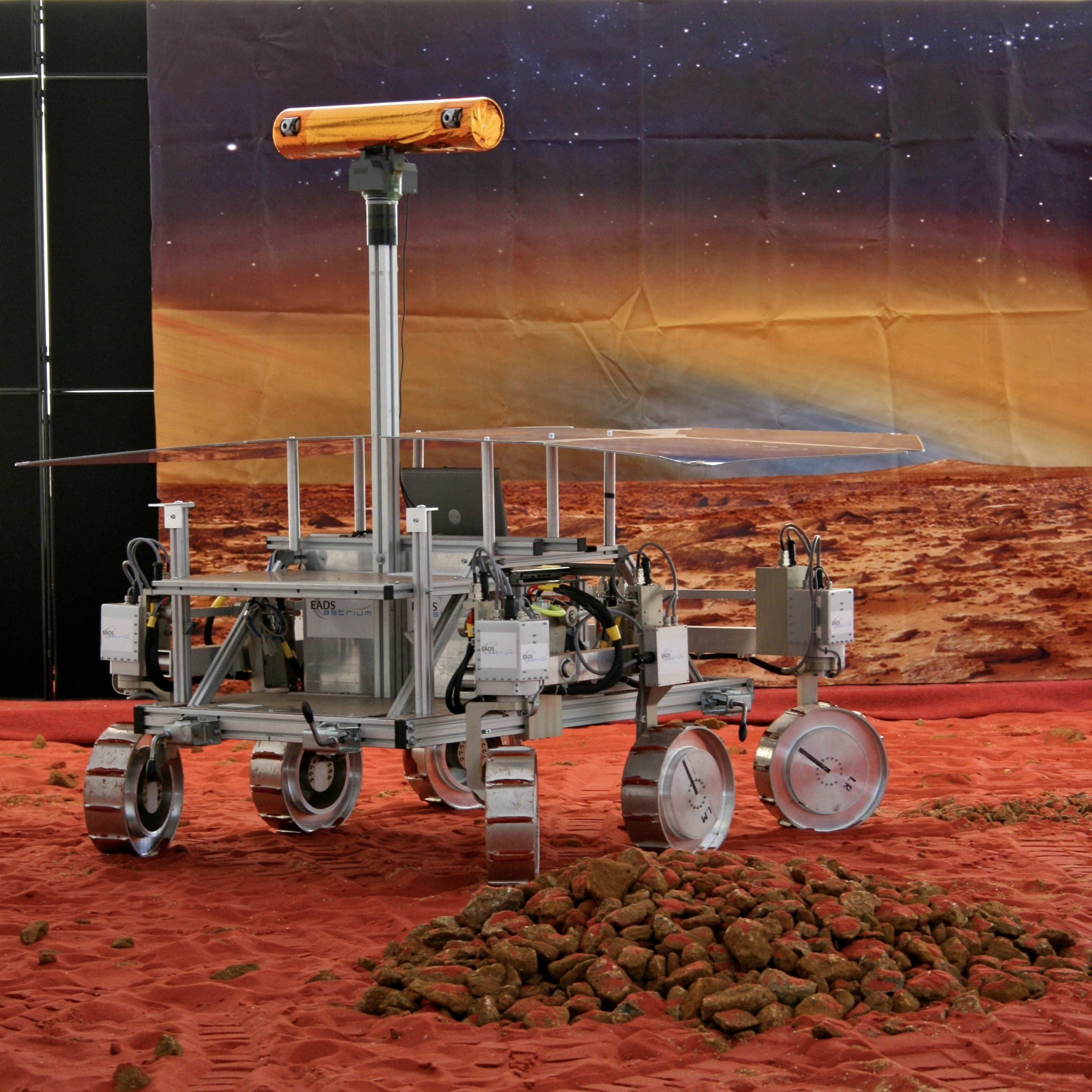
2009年的ExoMars探測車模型

### 巴斯德酬載
羅莎琳·富蘭克林號探測車將尋找兩種類型的生物標記：形態生物標記和化學生物標記。它將不會分析大氣樣本，因此並不配備專門的氣象站，然而部署羅莎琳·富蘭克林號的哥薩克舞登陸器則配有一個氣象站。重26（57磅）的科學酬載包含以下測量及分析儀器：

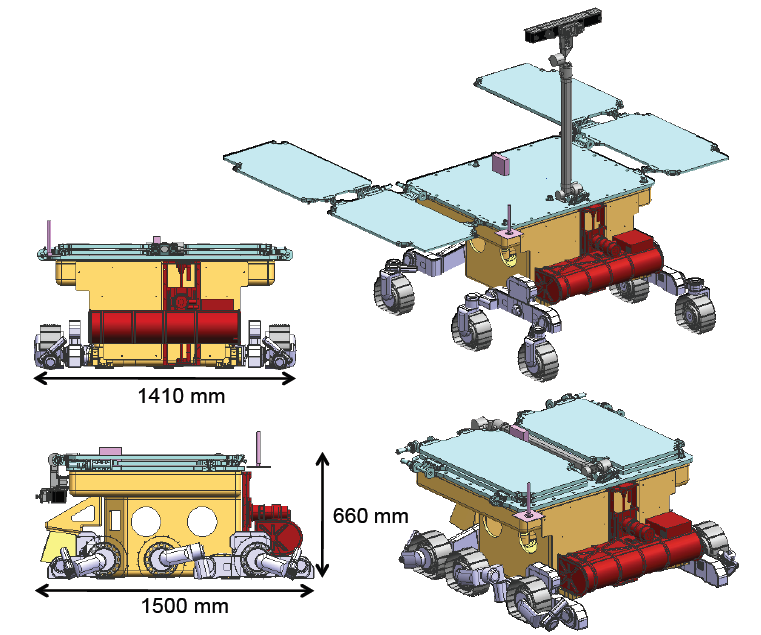
2010年的ExoMars探測車設計圖

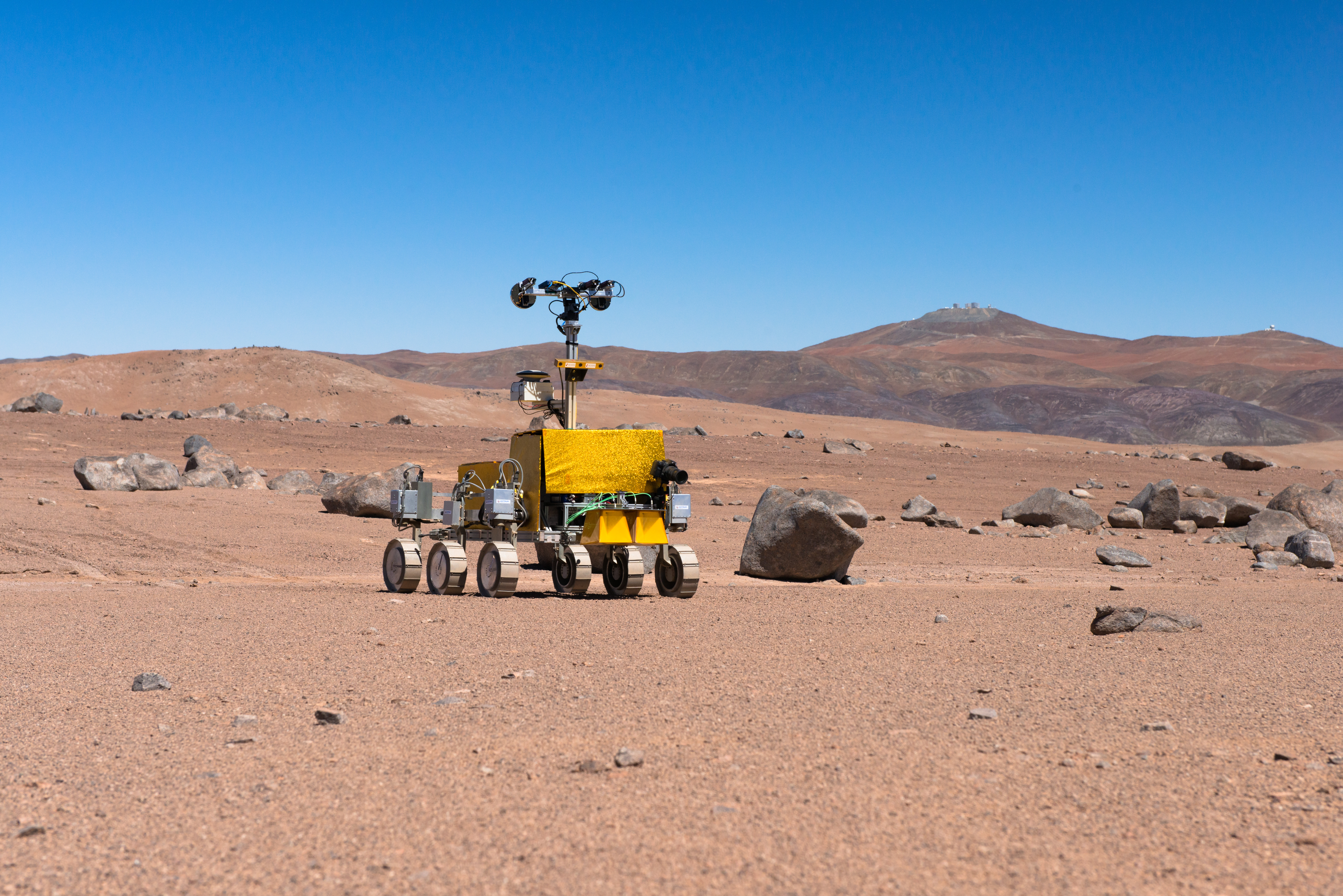
2013年在阿他加馬沙漠中測試的ExoMars模型

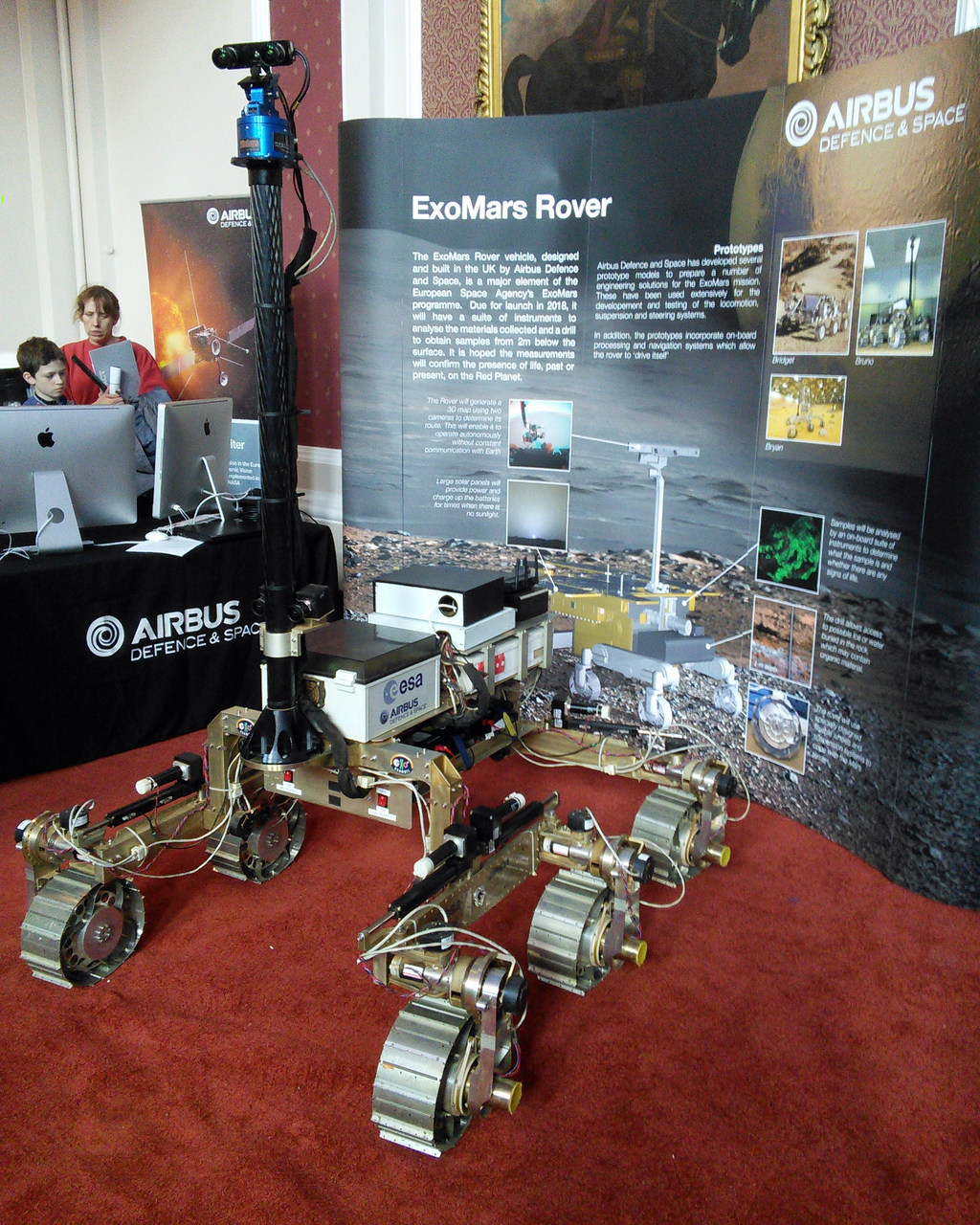
2015年劍橋科學節上展示的ExoMars探測車模型

#### PanCam全景相機
PanCam全景相機可為探測車繪製數字地形圖並且搜尋過去的生物標記。在一些諸如撞擊坑或岩壁等不易抵達的地點，PanCam全景相機也能拍下高分辨率的照片，從而為其他科學儀器提供支持。此外PanCam全景相機還包括了一個校準目標（PCT），框標（FidMs）以及探測車檢測鏡（RIM）。

#### 紅外光譜儀
紅外光譜儀（ISEM）將分析火星礦物的特性。它將和PanCam全景相機一道挑選合適的樣本以供其他的儀器進一步的分析。

#### WISDOM透地雷達
WISDOM透地雷達將探索火星地表以下的地層，協助篩選可供採集分析樣本的有趣的岩石組。藉助探測車內部的電子設備，透地雷達可利用安裝在在探測車後方的兩個維瓦爾第天線來傳輸及接收信號。在土壤中電磁參數突然發生轉變的那些地方，穿透地表的電磁波將會被反射。透過研究這些反射現象從而繪製出地層地圖並勘測地表下2至3米（7至10英尺）的目標是有可能的，這和探測車的鑽孔機可達到的2米（6.6英尺）深度相當。這些數據，連同從其他的測量儀器得到的數據以及對先前採集到的樣本的分析，將會被用來協助鑽孔機的工作。

#### ADRON-RM中子光譜儀
ADRON-RM中子光譜儀用來尋找火星地表下水冰和水合礦物質。中子光譜儀裝在探測車內部，它將結合WISDOM透地雷達探測地表以下並尋找鑽地及採集樣本的合適地點。

#### 火星有機分子分析仪
火星有機分子分析儀（MOMA）是羅莎琳·富蘭克林號搭載的最大的科學儀器，安裝在分析實驗室抽屜（ALD）之中。它將在收集到的樣本中對有機分子進行高敏感度的全面搜尋。火星有機分子分析儀採用兩種不同的方法提取有機物：軟激光解吸和熱揮發。MOMA的研發工作由馬克斯·普朗克太陽系研究所帶領，國際合作夥伴包括NASA。質譜儀由戈達德太空飛行中心提供，氣相色譜儀則由法國機構LISA和LATMOS提供。紫外線激光器由漢諾威激光器中心（德語：Laser Zentrum Hannover）研發。

#### 近距離圖像傳感器（CLUPI）
CLUPI近距離圖像傳感器可以在近距離（50 cm/20英寸）內從岩石樣本獲取高分辨率圖像。CLUPI配備了兩面鏡子和一個校準目標。

#### 火星地表下研究多光譜圖像傳感器（Ma_MISS）
這是在岩芯鑽內部的紅外光譜儀。它透過觀測鑽孔側壁來研究地表下地層，以便了解水關聯礦物質的狀況和分布情況，以及火星的行星物理環境的特徵。為了能夠在科學上精確闡述火星岩石形成的原始條件，Ma_MISS的分析結果和數據將起到關鍵性的作用。

#### MicrOmega高光譜影像儀
MicrOmega高光譜影像儀將對鑽孔機採集到的已碾碎的粉末物樣本進行高光譜影像分析。

#### 拉曼激光光譜儀
拉曼激光光譜儀（RLS）是一台裝在分析實驗室抽屜（ALD）之中的拉曼光譜儀，它將協助辨識有機化合物和尋找生物標記。拉曼激光光譜儀所提供的關於火星地質及礦物質方面的信息和MicrOmega高光譜影像儀獲取的信息具有互補性。它是一種非常實用的技術，可以快速地辨別水關聯過程所產生的礦物相。

### 酬載支援功能
羅莎琳·富蘭克林號最大的優勢在於它能從火星地表下獲取並分析幾乎不受宇宙線影響的樣本。ExoMars岩芯鑽是意大利生產的，繼承了早前的DeeDri系統，而且包含了火星地表下研究多光譜圖像傳感器（Ma_MISS）。它被設計為可在最深為2（6英尺7英寸）的各種類型的土壤中獲取土壤樣本。岩芯鑽將提取直徑為1 cm（0.4英寸），長度為3 cm（1.2英寸）的岩芯樣本，然後把樣本放入分析實驗室抽屜（ALD）的岩芯樣本運輸機制（英語：Core Sample Transport Mechanism、CSTM）的樣本容器中。它將會完成兩次2米垂直探測實驗循環，其中每一次循環獲取四份樣本。這意味著岩芯鑽將獲取不少於17份樣本以進行下一輪的分析。

### 已被排除的儀器

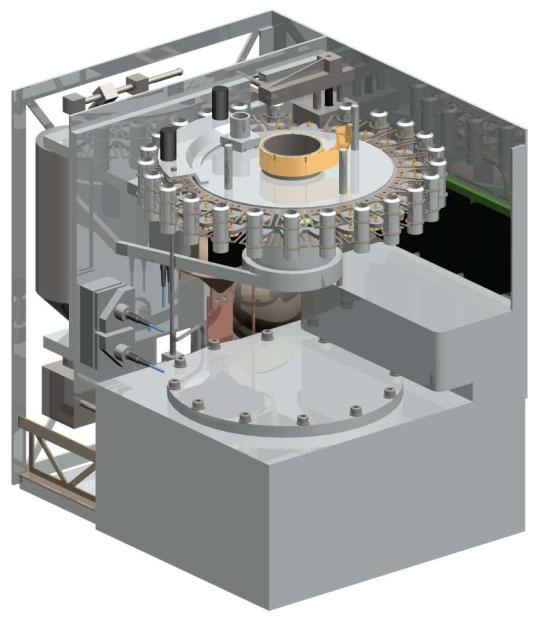
2013年的尤里儀器設計方案

酬載計劃經過了數次變更。上一次主要的變更是將原本更為大型的探測車概念改成先前2012年的300（660磅）設計。

#### X射線晶體儀
在原計劃中，X射線晶體儀（Mars-XRD）可應用X射線粉末衍射來檢測晶體礦物質的成份。此外該儀器的X射線熒光技術還可以提供關於原子組成的有用信息。假如能夠檢測出碳酸根，硫化物或其他水溶液礦物質的存在就意味著火星有能力保留生命的跡象。換句話說，X射線晶體儀可以探測火星過去的環境狀況，尤其是辨識生命存在的條件。

#### 尤里仪
尤里仪原計劃是打算用於搜尋火星岩石及土壤中的有機化合物。運用昇華流程及毛細管電泳辨別氨基酸是有可能的，檢測方式可以用由激光激發的熒光，這是一種非常敏感的技術。這種檢測手段比起維京號登陸器生物實驗還要敏感一千倍以上。尤里儀器以美國化學家哈羅德·尤里命名。

#### 小型穆斯堡爾譜儀
小型穆斯堡爾譜儀（MIMOS-II）可用於探測火星表面含鐵岩石、沉積物和土壤的礦物成份。

#### 火星紅外測繪儀
火星紅外測繪儀（MIMA）是一台用於探測火星地表和大氣層的傅里葉轉換紅外光譜儀，可在波長為2－25微米的範圍內運作。

#### 生命標記芯片
生命標記芯片（英語：Life Marker Chip、LMC）曾經是酬載計劃的一部分。這台儀器使用表面活性劑溶液提取火星岩石和土壤樣本中的有機物質，然後運用抗體化驗來檢測某種特定的有機化合物是否存在。

## 著陸地點
2014年10月，經過歐洲太空總署委派的專家小組研究之後，被推薦的著陸地點一共有四處，將作進一步詳細分析：
- 馬沃斯谷
- 歐克西亞高原
- 敘帕尼司谷
- 歐克西亞沼區

2015年10月21日，歐克西亞高原被優先考慮為探測車的著陸地點，歐克西亞沼區和馬沃斯谷為候補備選地點。2017年3月，著陸地點挑選工作小組把候選地點名單縮小到歐克西亞高原和馬沃斯谷，2018年11月，歐克西亞高原再次被選中，只等待歐洲太空總署和俄羅斯航太局長簽字批准。
當哥薩克舞登陸器平安著陸之後會運用斜面把羅莎琳·富蘭克林號釋放到火星表面，然後登陸器會停留在原地並展開為期兩年的對著陸地點表面環境的探測。

## 外部連結
- ExoMars探測車 （页面存档备份，存于）（ESA）
- ExoMars探測車 （页面存档备份，存于）（CNES）
- ExoMars探測車 （页面存档备份，存于）（NASA）